# Rivera 2100, entre el ser & la nada
Rivera 2100, entre el ser & la nada  es una película de Argentina filmada en colores dirigida por Miguel Kohan sobre su propio guion escrito en colaboración con Paula Romero Levit y Alicia Beltrami que se estrenó el 22 de octubre de 2020.

## Sinopsis
En Rivera 2100 de Villa Adelina Rubens “Donvi” Vitale y Esther Soto alumbraron en los años tumultuosos de la década de 1970 en Argentina, un proyecto cultural alternativo –que incluía un estudio de grabación- por el que pasaron artistas como Luis Alberto Spinetta, Egberto Gismonti, Miguel Ángel Estrella, Gustavo Santaolalla y Patricio Rey y sus Redonditos de Ricota y en el que también colaboraron periodistas e intelectuales como Miguel Grinberg y Jorge Pistocchi de la revista El Expreso Imaginario, entre otros. La música, las artes plásticas, las filosofías orientales y la poesía fueron algunas de las disciplinas que se beneficiaron con ese ámbito de absoluta libertad creativa e independencia cuya influencia sigue vigente.

## Participantes
Participaron en el filme:
- Esther Soto
- Rubens Vitale
- Andrea Álvarez
- Nono Belvis
- Aldo Castelli
- Federico Chuhurra
- Gabriela Comte
- Verónica Condomi
- Daniel Curto
- Gustavo Curto
- Juan del Barrio
- Salvador Gargiulo
- Miguel Grinberg
- Angel Itelman
- Roxana Kreimer
- Edith Krucher
- Pipo Lernoud
- Carlos Melero
- Gustavo Mozzi
- Alberto Muñoz
- María Pita
- Emilio Rivoira
- Luis Samolsky
- Kike Sanzol
- Perla Tarello
- Mex Urtizberea
- Fidel Vitale
- Liliana Vitale
- Lito Vitale

## Comentarios
Silvia Smazanovich comentó sobre el filme:

” La película tiene imágenes bellísimas: el rodar de la imprenta, la púa sobre el disco, el andar de un insecto sobre las fotografías, y el recorrido por las carpetas que recortan lo importante, cada una con su nombre. Ese oráculo, como lo nombra Miguel Kohan, que incluye a la biblioteca, es un cofre dispuesto siempre a sorprender. Preciosa es, también, la música de Lito Vitale, que acompaña algunos momentos, y protagoniza otros.  Las fotos, presentes en las manos de los personajes que formaron MIA, semejan a un hilo rojo eludiendo tiempo y espacio, gotas de aquel aire ofrecidas en papel y diapositivas.  El encuentro de los MIA y el canto conmovedor del coro, surgido del saber hacer con el infortunio, es, quizás, el punto cenit del documental.”

Alejandro Lingenti opinó en La Nación:

” La historia es muy singular: aparecen en el relato de este cálido documental desde la recuperación de un piano que insólitamente alguien usaba como andamio hasta la puesta en marcha de un método alternativo de educación musical y la fundación de MIA (Músicos Independientes Asociados), una cooperativa de artistas y técnicos que fue pionera en la producción independiente en el país….El valor de la película no se agota en la recuperación de aquella experiencia ejemplar. A esa necesaria operación de rescate se añade toda la potencia que transmite la pareja protagónica, una fuente de inspiración para imaginar el futuro.